# 우리 개 이야기
우리 개 이야기(일본어: いぬのえいが 이누노에가[*])는 2005년 공개된 일본의 영화로, 개와 사람과의 만남을 주제로 한 11개의 단편으로 구성된 옴니버스 영화이다. 속편은 2011년 1월 22일에 《해피투게더: 올 어바웃 마이 도그》(일본어: 犬とあなたの物語 いぬのえいが)라는 이름으로 공개되었다.

## 출연

### 주연
- 나카무라 시도
- 이토 미사키
- 미야자키 아오이
- 아마미 유키

### 조연
- 코니시 마나미
- 사토 류타
- 오토하
- 카비라 지에이